# Marie Bláhová
Marie Bláhová (* 11. listopadu 1944 Žiželice) je česká historička, která se specializuje na středověké dějiny českých zemí a střední Evropy, chronologii a středověkou historiografii a kulturu. V letech 2000–2019 byla vedoucí Katedry pomocných věd historických a archivního studia na Filozofické fakultě Univerzity Karlovy.

## Dílo
- Historická chronologie – nakl. Libri, s.r.o., Praha, 2001. ISBN 80-7277-024-1
- Evropská sídliště v latinských pramenech období raného feudalismu (1986)
- Kosmova kronika česká - Úvod, revize překladu (spolu se Z. Fialou), překlad dodatků, studie O Kosmovi a jeho kronice, poznámky, vysvětlivky. (1975)
- Pokračovatelé Kosmovi - Úvod (spolu se Z. Fialou), revize překladu, překlad dodatků, studie Pokračovatelé Kosmovi, poznámky, vysvětlivky, rejstříky (1974)
- Ze starých českých kronik (1975)
- Kronika tak řečeného Dalimila. Úvod, studie. Česká rýmovaná kronika tak řečeného Dalimila, poznámky, rejstříky (1977)
- Vavřinec z Březové, Husitská kronika. Píseň o vítězství u Domažlic, revize překladu a poznámek, studie Vavřinec z Březové a jeho dílo, vysvětlivky, rejstříky (1979)
- Kroniky doby Karla IV. - překlad Kroniky Františka Pražského, Beneše Krabice z Weitmile a Přibíka Pulkavy z Radenína, úvod, historický komentář k týmž kronikám, studie Kroniky doby Karla IV., vysvětlivky, rodokmeny, rejstříky (1987)
- Dějiny Československa I (kol. pod vedením J. Petráně), kapitola Společnost a kultura raně feudálních států v českých zemích a na Slovensku (1990)
- Úvod do dějin a kultury německy mluvících zemí, díl I. (do konce středověku), spoluautoři L. Košnar, J. Spěváček, J. Žemlička, kap. VII.-IX., XII., (1994)
- Staročeská kronika tak řečeného Dalimila [Díl 3], Historický komentář.: Staročeská kronika tak řečeného Dalimila v kontextu středověké historiografie latinského kulturního okruhu a její pramenná hodnota, Historický komentář. Rejstřík (nakl. Academia, Praha, 1995, ISBN 80-200-0282-0).
- Velké dějiny zemí Koruny české I. (1999) - spoluautoři Jan Frolík a Naďa Profantová
- Kosmova kronika česká, 1. vyd. Praha-Litomyšl. (2005)